# Funny van Money
Funny van Money (* 20. Jahrhundert) ist eine deutsche Kulturwissenschaftlerin und Autorin.

## Leben und Werk
Funny van Money (Pseudonym) studierte kreatives Schreiben, Kulturjournalismus und Kulturwissenschaft mit Schwerpunkt auf „Kulturwissenschaft der Jetztzeit“ an der Universität Hildesheim. Aufgrund der ausbleibenden Bafög-Förderung arbeitete Money während des Studiums als Tabledancerin.
Die Erfahrungen mit diesem Nebenjob verarbeitete Money in ihrem ersten und autobiografischen Roman This is Niedersachsen und nicht Las Vegas, Honey. Sie ging mit der ethnologischen Methode der teilnehmenden Beobachtung vor, um die Regeln zu verstehen, nach denen Tabledance kulturtechnisch funktioniert. Dabei schreibt Money über das Tabledancen aus einer feministischen bzw. postfeministischen und sexpositiven Perspektive. Money analysierte während der Tabledance-Arbeit das Publikum und ihre Mittänzerinnen sowie die dortigen Hierarchien und Strukturen. Sie beschreibt, inwiefern Tabledancerinnen reflektiert sind und stereotype Figuren beim Tanz brechen. Bei der Beschreibung des Tabledance spielt sie auch mit dem Voyeurismus des Lesepublikums. Ergänzt wird das Ganze durch eine Liebesgeschichte ihrer Figur mit einem Mann aus ihrem Herkunftsdorf, der ihrer Arbeit skeptisch gegenübersteht. Money bewertet Tabledance in ihrem Roman – da es kein richtiges Leben im Falschen gäbe – als das „Falsche im Falschen“ – „das Nicht-Authentische ist angenehm offensichtlich.“ Immer wieder schiebt sie Fakten aus der Musikbranche ein, beispielsweise die Information, dass Jennifer Lopez und Courtney Love einst als Tabletänzerinnen gearbeitet haben.

Money verfasste das Buch in einer Sprache, die sich an Gonzo-Journalismus anlehnt.
Die Literaturkritik wertschätzte an Moneys Werk, dass sie „zwei Gefahren der Rotlichtliteratur“ umgangen habe: Sie beschreibe ihre Figur weder als Opfer noch romantisiere sie Sexarbeit als  Selbstbefreiung und Triebauslebung. Dieser Roman der Popliteratur ermögliche mit seinem ironischen Humor eine kritische Perspektive auf die Gesellschaft und lasse sich mit Irvine Welsh als auch Charles Bukowski vergleichen.
Ihren Debütroman reichte Money erfolgreich als Abschlussarbeit für ihr Studium ein. Den Klappentext für die Veröffentlichung verfasste der Hildesheimer Professor für Kulturjournalismus Stephan Porombka.
Der Fotograf und Filmregisseur Bruce LaBruce erstellte 2012 eine Fotoserie, für die er Money inszenierte, wie sie an Stangen von Haltverbotsschildern in Berliner Vorstadtvierteln tanzt bzw. wie sie in schummrig beleuchteten Räumen Plastikpalmen hält.
Funny van Money lebt in Berlin und im Voralpenland.

## Einzelveröffentlichungen
- 2012: This is Niedersachsen und nicht Las Vegas, Honey, Hanser Berlin, München, ISBN 978-3-446-24078-0.
  - als Hörbuch: This is Niedersachsen und nicht Las Vegas, Honey, gekürzte Lesung, Regie: Gabriele Kreis, gelesen von Julia Nachtmann, 4 CDs, 300 Minuten,  Hörbuch, Hamburg, ISBN 978-3-89903-392-2[10]
- 2014: Wie ich auszog, mich auszuziehen – auf Tabledance-Tour durch die Republik, Piper, München / Zürich, ISBN 978-3-492-30369-9[11]